# Курт Штудент

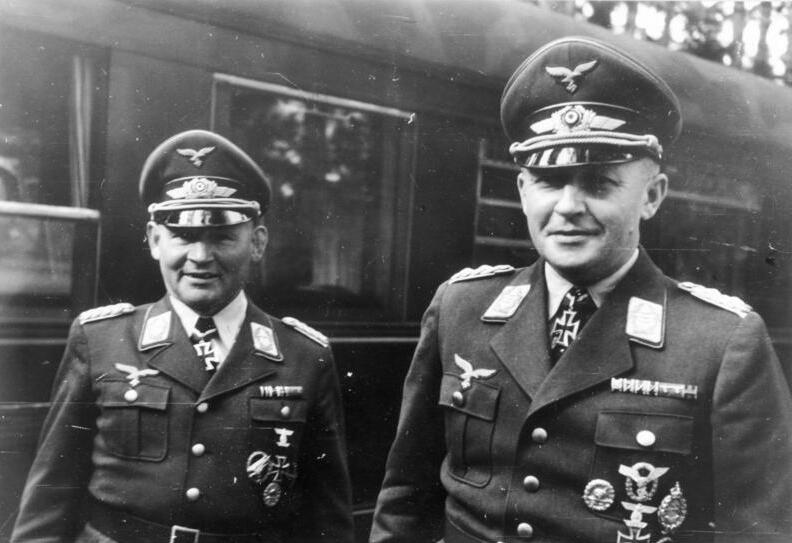
Генерал Курт Штудент (праворуч) з генералом Рамке

Курт Артур Бенно Шту́дент (нім. Kurt Arthur Benno Student; нар. 12 травня 1890, Біркхольц — пом. 1 липня 1978, Лемго) — генерал-полковник Люфтваффе, бойовий пілот під час Першої світової війни, родоначальник і командувач повітряно-десантних військ нацистської Німеччини в роки Другої світової війни.

## Біографія
Курт Штудент народився в невеликому селі Біркхольц, що знаходилося у прусській провінції Бранденбург (нині входить до складу ґміни Свебодзін (Польща). У березні 1911 року Штудент, після закінчення військової школи, вступає до лав Імператорської німецької армії у званні лейтенанта. Після нетривалої служби в єгерському піхотному батальйоні, Штудент переводиться на курси підготовки пілотів у 1913 році. З самого початку Першої світової війни і до лютого 1916 року, він брав участь у повітряних боях на Східному (Галіцийському) фронті, звідки пізніше переводиться на Західний фронт до льотної частини у Франції. Здобув 6 повітряних перемог у французькому небі над пілотами противника. З жовтня 1916 по травень 1917 Штудент — командир авіаційного підрозділу (нім. Jagdstaffel 9).
Військова кар'єра
- 3 березня 1910 — фенріх
- 20 березня 1911 — лейтенант
- 18 червня 1915 — обер-лейтенант
- 20 червня 1918 — гауптман
- 1 січня 1930 — майор
- 1 січня 1934 — оберст-лейтенант
- 20 січня 1935 — оберст
- 1 квітня 1938 — генерал-майор
- 1 січня 1940 — генерал-лейтенант
- 1 серпня 1940 — генерал авіації, згодом генерал парашутних військ
- 13 липня 1944 — генерал-полковник

### Передвоєнний час
У період між війнами Штудент докладав максимум зусиль, щоб зберегти німецькі військово-повітряні сили від повного розпаду, подальший розвиток яких був заборонений за умовами Версальського договору 1919 року. Він захоплювався ідеєю планеризму, доставкою десанту в тил противника на бойових планерах, що не передбачалося обмеженнями мирного договору.
Після завершення Першої світової війни Курт Штудент продовжив службу в Рейхсвері. З 1920 року працював у Імперському міністерстві оборони (у відділі інспектування озброєнь). У 1929 році очолив роту в піхотному полку, у 1931-1933 роках командував батальйоном у складі 3-о піхотного полку. 
З вересня 1933 року продовжував служити в Імперському міністерстві оборони, будучи офіцером, який повинен був виконувати особливі доручення керівництва щодо авіації. Завідував авіаційними училищами, випробувальними центрами та авіабазами. 1935 року отримав звання полковника. 
У 1935 році Штудент присутній на масштабних навчаннях в Радянському Союзі, в ході яких він спостерігав викидання повітряного десанту на парашутах. Вражений побаченим, Штудент з цієї миті і до кінця свого життя повністю присвятив себе служінню повітряно-десантним військам. З приходом до влади Гітлера в Німеччині таємно починається відродження збройних сил, у тому числі й Люфтваффе. Особисто Герінгом Штудент призначається начальником тренувальної військово-повітряної школи Люфтваффе, де він продовжує розвиток теорії і практики застосування повітряно-десантних військ. 1 квітня 1938 року йому присвоєно звання генерал-майора. В липні Штудент береться за формування повітряно-десантних військ Німеччини. 

### Друга світова війна
З вересня 1938 року Штудент — командир створеної ним 7-ї повітряно-десантної дивізії (нім. 7. Flieger-Division) — першого повітряно-десантного з'єднання в історії Німеччини. Хоча дивізія не зіграла практично ніякої ролі під час вторгнення у Польщу, німецькі десантники ділом повністю довели свою унікальну здатність в ході проведення Бліцкригу (нім. Blitzkrieg) при захопленні Данії, Норвегії, Нідерландів і Бельгії в 1940 році.
Десантні війська Штудента брали участь в операції «Везерюбунг», у якій були розгорнуті в кількох місцях. У Данії невеликий підрозділ був перекинутий на острів Маснедо, щоб захопити міст Сторстрем, що сполучає Фальстер і Зеландію. Парашутний загін також висадився на аеродром Ольборг, який мав велике значення для успіху операцій Люфтваффе над Норвегією. У Норвегії рота десантників висадилася на незахищену злітну смугу Осло. Протягом ранку 9 квітня 1940 року німці надіслали достатню кількість підкріплень, щоб захопити столицю, але на той час норвезький уряд уже втік.
10 травня 1940 року 50-ти річний Штудент особисто готує й керує повітряно-десантної операцією із захоплення бельгійської фортеці Ебен-Емейль. Фортеця, що раніше вважалася абсолютно неприступною, з гарнізоном 700 чоловік була захоплена парашутним десантом у кількості 70 чоловік у лічені години. У той же день, 10 травня, його війська проводять операцію біля Гааги, захоплюючи важливі переправи, які відкрили шлях 9-й танковій дивізії до центральної частини Нідерландів. Проте при проведенні операції в районі Роттердама Штудент був поранений у голову німецьким солдатом внаслідок нещасного випадку. Поранення відірвало його на довгих 8 місяців від керівництва своїми військами.
За організацію і проведення повітряно-десантних операцій в 1940 році й проявлену особисту мужність Штудент був нагороджений Лицарським Хрестом Залізного Хреста. 
У січні 1941 року Штудент призначається командиром сформованого 11-го повітряного корпусу. На цій посаді він керує проведенням операції «Меркурій» (нім. Unternehmen Merkur), висадкою повітряного десанту для захоплення грецького острову Крит в травні 1941 року. Операція закінчилася повним успіхом, острів був захоплений, але в ході операції німецькі втрати серед елітних повітряно-десантних частин були такі великі, що розгніваний Гітлер категорично заборонив застосовувати Повітряно-десантні війська в подальшому в таких масштабах. Самого же Штудента призначили командувачем військами на острові. Перебуваючи на цій посаді, він здійснив хвилю репресій проти місцевого населення, порушивши тим самим принципи ведення війни. 
У 1943 році Штудент керував проведенням унікальної за своїм характером Операцією «Дуб» (нім. Unternehmen Eiche), у ході якої парашутисти Люфтваффе здійснили висадку в гірській місцевості Італії з метою звільнення італійського лідера Беніто Муссоліні. Прославлений командос військ Ваффен-СС оберштурмбанфюрер Отто Скорцені брав найактивнішу роль у проведенні десанту, в ході якого італійський лідер був звільнений без жодного пострілу. Штудента нагородили Дубовим Листям до Лицарського Хреста Залізного Хреста за успішно проведену операцію.
З 1943 по 1944 Штудент брав активну участь у бойових діях в Італії і у Франції в ході вторгнення англо-американських військ до Європи. З літа 1944 він призначається Командувачем 1-ї парашутної армії Німеччини і керував її діями при відбитті повітряно-десантної операції («Операції Маркет Гарден»), що проводилася союзниками.
У період з 1 листопада 1944 до 28 січня 1945 — командувач групою армій «H» на Західному фронті, що вела оборонні бої в Голландії і Північно-Західній Німеччині. Після нетривалого періоду бойових дій взимку 1945 року на Східному фронті, Штудент здається в полон британським військам в провінції Шлезвіг-Гольштейн у квітні 1945 року. У травні 1947 року він постає перед судом за жорстоке поводження з військовополоненими, адже довести його пряму участь у злочинах проти цивільного населення Криту не вдалося. Штудент отримує п'ять років, проте його відпускають уже в 1948 році за станом здоров'я. Помер генерал-полковник у 1978 році. 

## Нагороди
- Нагрудний знак військового пілота (Пруссія) (27 лютого 1914)

### Перша світова війна
- Залізний хрест 2-го класу (26 вересня 1914)
- Почесний кубок для переможця у повітряному бою
- Лицарський хрест 2-го класу ордена Альберта з мечами (Саксонське королівство) (21 червня 1915)
- Залізний хрест 1-го класу (29 серпня 1915)
- Лицарський хрест королівського ордена дому Гогенцоллернів з мечами (5 червня 1916)
- Нагрудний знак «За поранення» в чорному

### Міжвоєнний період
- Пам'ятний знак військового пілота (Пруссія) (10 вересня 1919)
- Почесний хрест ветерана війни з мечами (30 січня 1935)
- Нагрудний знак пілота (21 травня 1935)
- Медаль «За вислугу років у Вермахті» 4-го, 3-го, 2-го і 1-го класу (25 років)
- Медаль «У пам'ять 1 жовтня 1938» із застібкою «Празький град» (5 червня 1939)

### Друга світова війна
- Застібка до Залізного хреста 2-го і 1-го класу (20 вересня 1939) — отримав 2 нагороди одночасно.
- Лицарський хрест Залізного хреста з дубовим листям
  - Лицарський хрест (12 травня 1940)
  - Дубове листя (№ 305; 27 вересня 1943)
- Комбінований Знак Пілот-Спостерігач в золоті з діамантами (2 вересня 1940)
- Нагрудний знак «За поранення» в сріблі
- Нарукавна стрічка «Крит»

## Відео
- Kurt Student condecora Fallschirmjägers